# Beira Litorale

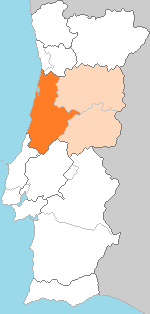
Beira Litorale (arancione scuro), nella regione Beira (arancione chiaro).

La Beira Litorale è una regione storica e culturale portoghese, e anche un'antica provincia (o regione naturale) del Portogallo, istituita formalmente con una riforma amministrativa del 1936. Le province non avevano alcuna funzione pratica e scomparvero con la Costituzione del 1976. Il suo territorio corrispondeva per gran parte all'antica Provincia del Douro scomparsa nel XIX secolo.
Confinava a nord con il Douro Litorale, a ovest con l'Oceano Atlantico, a est con la Beira Alta e Bassa, a sud est con il Ribatejo e a sud ovest con l'Estremadura. 
La regione contava 33 comuni, con gran parte dei distretti di Aveiro e Coimbra, metà di quello di Leiria e un comune di quello di Santarém. Il suo capoluogo era Coimbra.
- Distretto di Aveiro: Águeda, Albergaria-a-Velha, Anadia, Aveiro, Estarreja, Ílhavo, Mealhada, Murtosa, Oliveira de Azeméis, Oliveira do Bairro, Ovar, São João da Madeira, Sever do Vouga, Vagos, Vale de Cambra

- Distretto di Coimbra: Arganil, Cantanhede, Coimbra, Condeixa-a-Nova, Figueira da Foz, Góis, Lousã, Mira, Miranda do Corvo, Montemor-o-Velho, Penacova, Penela, Soure

- Distretto di Leiria: Alvaiázere, Ansião, Batalha, Castanheira de Pera, Figueiró dos Vinhos, Leiria, Pedrógão Grande, Pombal

- Distretto di Santarém: Ourém

Attualmente, il suo territorio è diviso tra le regioni del Nord e Centro.